# Un urlo dalle tenebre
Un urlo dalle tenebre è un film horror del 1975 diretto da Elo Pannacciò.

## Trama
Strane cose accadono nella famiglia Forti, la suora missionaria è convinta che il fratello sia preda di una possessione diabolica e chiama dagli USA un esorcista per liberarlo.